# Cetatea Alba Carolina
Cetatea Alba Carolina  este o fortăreață cu bastioane de tip Vauban construită la începutul secolului al XVIII-lea în orașul medieval Alba Iulia pe Dealul Citadelei, având rol de fortificație strategică de apărare a Imperiului Habsburgic împotriva eforturilor militare ale Imperiului Otoman și de consolidare a puterii habsburgice pe plan local. 
Are statut legal de monument istoric cu Codul LMI: AB-II-a-A-00088.

## Context istoric
Anterior epocii în care a fost construită, în același loc s-au mai aflat alte 2 fortificații precedente: Castrul Roman al Legiunii a XIII-a Gemina (106 e.n.) și Cetatea Medievală Bălgrad (secolele XVI-XVII).
Expansiunea militară otomană spre Europa de Vest a luat sfârșit în 1683 sub zidurile Vienei prin biruința armatelor austro-polone. Victorioși, Habsburgii au avansat militar și politic spre est eliberând de sub dominația turcilor în 1687 Ungaria și în 1688 Transilvania, an după care trupele imperiale au ocupat principalele cetăți locale, pe unele reamenajându-le. Mai întâi au fost construite fortificații transilvane noi de mai mică importanță. Edificarea unor mari fortărețe a debutat de abia după ce în 1699 prin tratatul de la Karlowitz, respectiv după 1718 prin cel de la Passarovitz, otomanii au renunțat la pretențiile asupra Transilvaniei, Banatului de Timișoara și Banatului de Craiova (Oltenia austriacă).

## Proiectare și construcție
Inspiratorul proiectului a fost mareșalul principe  Eugeniu de Savoia, cel care a introdus în Imperiul Habsburgic sistemele de fortificații elaborate de Vauban în Franța pe timpul regelui Ludovic al XIV-lea. Ansamblul făcea parte dintr-un sistem mai larg de puncte fortificate, menite a asigura defensiv noile provincii cucerite.
Lucrările pregătitoare au început prin ridicarea topografică din anul 1711, a orașului și cetății medievale. 
Planul originar al cetății a fost trimis la Viena și aprobat de prințul Eugeniu de Savoia la 18 aprilie 1714, acesta împreună cu ordinul de începere a lucrărilor fiind înmânat la 26 aprilie 1714 generalului Stephan Steinville, comandantul trupelor imperiale din Transilvania. În iulie 1714 generalul primește în baza observațiilor venite de la Viena notificarea de a întocmi un nou plan, adaptat acestora.
Terenul necesar (140 ha), a fost eliberat între 1713-1715 prin dărâmarea vechiului oraș medieval, acesta trebuind să fie mutat în partea de est a cetății (actualul oraș de jos).
Proiectul, din punct de vedere tehnic îi aparține arhitectului italian Giovano Morando Visconti. Lucrările (estimate în total la peste un milion de guldeni de aur) – au fost conduse inițial de către acesta (care a murit în 1717 la 65 de ani, de ciumă) și ulterior de inginerii militari Iosif de Quadri (1717-1727) și Konrad won Weiss (1727-1738). Deși sistemul de apărare proiectat inițial  cuprindea 4 linii de fortificații și o fortificație mai îndepărtată plasată pe Dealul Furcilor - aflat în vecinătate, construcția finală a avut numai 3 linii. 

### Incinta
Construcția propriu-zisă - care urma să devină fortificația principală a Transilvaniei - a fost realizată între anii 1715-1738, în timpul împăratului Carol al VI-lea, guvernatori ai Transilvaniei în perioada respectivă fiind Sigismund Kornis (1713-1731), Ștefan Wesselényi (1731-1732), Francisc Anton Wallis (1732-1734) și Ioan Haller (1734-1755).
Ca zidari și pietrari au lucrat muncitori și meșteri italieni, iar pentru sculptură la porțile cetății și bastioane a fost adusă echipă vieneză, condusă de sculptorul Johann König.
În 4 noiembrie 1715 s-a pus piatra de temelie la bastionul Carol dedicat împăratului, situat pe latura de nord. Fortificația a fost ridicată cu materiale din zonă, munca brută fiind prestată în serii de câte două săptămâni de peste 20.000 de iobagi români aduși din toată Transilvania. Cărămida s-a confecționat pe plan local, piatra brută a fost adusă de la Șard, iar cea fasonată de la Ighiu, nisipul din Mureș și piatra de var de la Meteș.
Zidurile - ușor oblice - s-au ridicat din  cărămidă și piatră printr-o tehnică fără denivelări, pentru a provoca ricoșarea ghiulelelor metalice.  Din vechea cetate medievală s-au utilizat totuși cele două bastioane construite în secolul al XVII-lea, care au devenit în cadrul a două noi bastioane, cavalieri - platforme de tragere.
Proiectul inițial nu s-a realizat în întregime, resursele financiare habsburgice fiind îndreptate ulterior spre fortificații situate mai aproape de granița cu otomanii. Astfel, după 1738 nu s-a mai construit circa 10 la sută din dispozitivul gândit inițial, renunțându-se la construirea unei a patra linii de apărare ce trebuia să înglobeze o parte din oraș pe latura estică și, la fortul de pe Dealului Furcilor, iar dintre șanțurile exterioare n-a fost terminat decât cel dinspre oraș. 
În 1747 s-au reluat lucrări sub conducerea generalul Bohn (care a și propus un nou proiect - nerealizat - de fortificare exterioară spre oraș și spre Dealul Furcilor), dar nu după mult timp s-au întrerupt. Câteva lucrări rămase neterminate au fost reluate în anul 1812 precum și în timpul asediuluii din 1849. Documentele mai consemnează lucrări minore în anii 1764 -1765, 1804, 1812, 1825, 1835, 1838, 1862 și 1873.

### Edificii interioare
Manutanța - depozitul de provizii, casele comisariatului și comandantului, două depozite de pulbere, palatului princiar cu destinație de arsenal, biserica Ordinului Trinitarian (1719, azi biblioteca Bathyaneum) au fost ridicate sub conducerea lui Iosif de Quadri, la fel și artera principală de circulație în cetate.

## File din istoria militară a cetății
În anul 1849 trupele ungare ale lui Kossuth conduse de generalul Bem, au asediat timp de trei luni fortificația. Populația s-a refugiat atunci - așa cum avea voie - în șanțurile interioare. 

## Particularități cu valoare arhitecturală
Ansamblul - compus din trei sisteme de apărare - prezintă caracteristici specifice primului și celui de al doilea sistem Vauban.
Corpul principal al cetății este de forma unui heptagon neregulat, cele șapte bastioane conferindu-i o imagine stelată tipică sistemelor de acest gen. Trinitatea este cel mai mare bastion și are un blazon încoronat cu câmpuri multiple și frunze de acant. Celelalte sunt Sfântul Ștefan, Eugeniu de Savoia, Sfântul Mihail, Sfântul Carol, Sfântul Capistrano și Sfânta Elisabeta. Atât bastioanele (cu o înălțime de 12 metri și o lungime variind între 106 și 142 metri) cu fețe lungi dispuse în unghiuri diferite (75° - 120°) și flancuri scurte și concave (42 - 48 metri), cât și curtinele de care le leagă (la distanțe de 116-135 metri) perpendicular, nu sunt egale deoarece au fost ușor adaptate terenului. Bastioanele principale nu au cazemate interioare, defensiva implicând baterii de artilerie așezate pe platforme superioare.
Între bastioanele principale și curtinele din a doua linie, se află șanțul interior cu lățimea de 27 metri.
Linia a doua era formată din raveline (sau semilune) care apără curtinele, având numele bastioanelor apropiate, excepția fiind cea dispusă pe flancul sudic denumită Francisc de Paula. Dimensiuni lor sunt: fețele 60 -90 m și flancurile 45 m. Ultimele sunt prevăzute cu șanțuri late de 9 m. Redute de pe care artileria protejată executa trageri îndepărtate sunt construite pe ravelinele nordice și vestice.
Linia externă era alcătuită din contragărzile ce protejau fețele bastioanelor și ravelinelor, ele fiind dispuse în aceeași unghiuri cu bastioanele și ravelinele pe care le apărau. Grosimea lor este de 22 m, iar lungimea fețelor  120 - 144 m.
Toate contragărzile și unele raveline vestice au fost prevăzute cu baterii de artilerie în cazemate, precum și cu tunele înzestrate cu metereze pentru trageri sau, cu încăperi pentru adăpostul trupei ori cu rol de depozite, grajduri, etc.
Pe latura estică dinspre oraș unde se afla o terasă abruptă, contragarda - denumită anvelopă, se prezintă sub forma unor valuri înalte de pământ susținute la baza de un zid scund din cărămidă. Aici au fost amenajate în unghiurile ieșinde terase pentru artilerie.

### Porțile
Planul cetății a fost trasat în jurul axelor reprezentate de cele 6 porți (3 spre est și restul spre vest), din care cea principală se află în partea de est. Porțile vestice făceau – la origine – legătura cu terenul de instrucție al armatei. Artera principală de circulație în interiorul cetății este între porțile IIl-IV-V-VI. 
Statuile și reliefurile care împodobesc aceste porți, au ca sursă de inspirație fapte ale eroilor antici sau războaiele austro-turce, încadrându-se curentului baroc.
Poarta I
Poarta II
Poarta III
Poarta IV
Poarta V
Poarta VI
Poarta VII

### Monumentele
Sunt

## Galerie

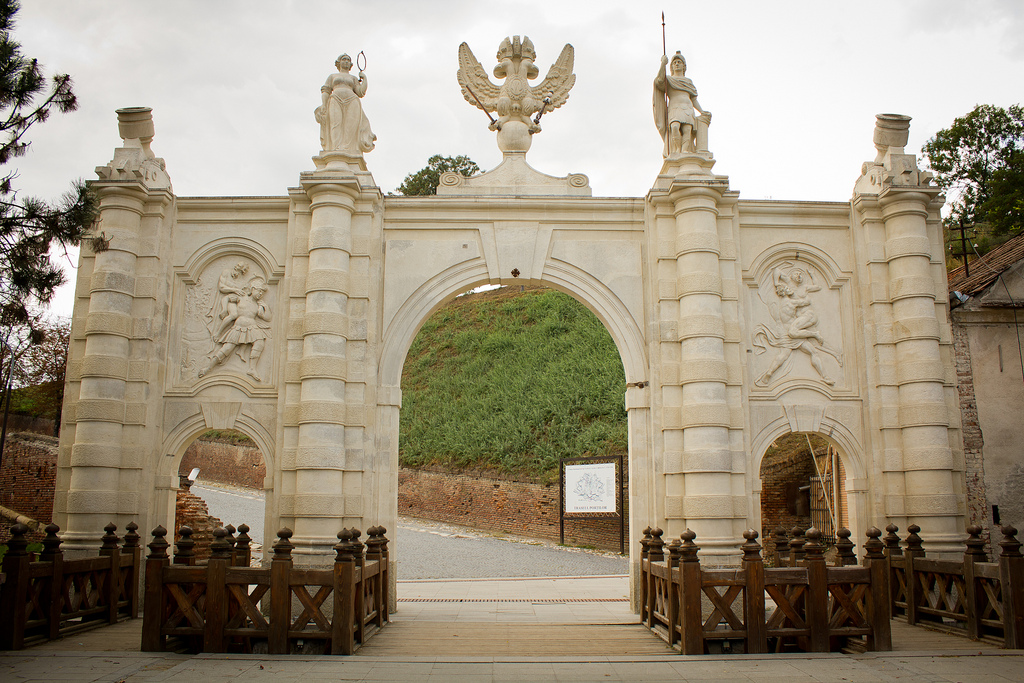
Prima poartă a cetăţii
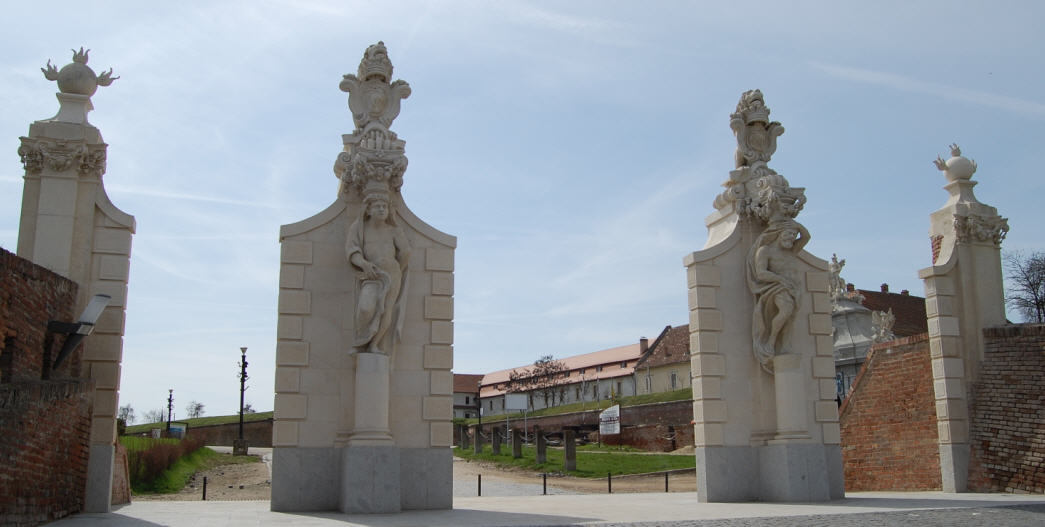
Poarta a II-a a cetăţii
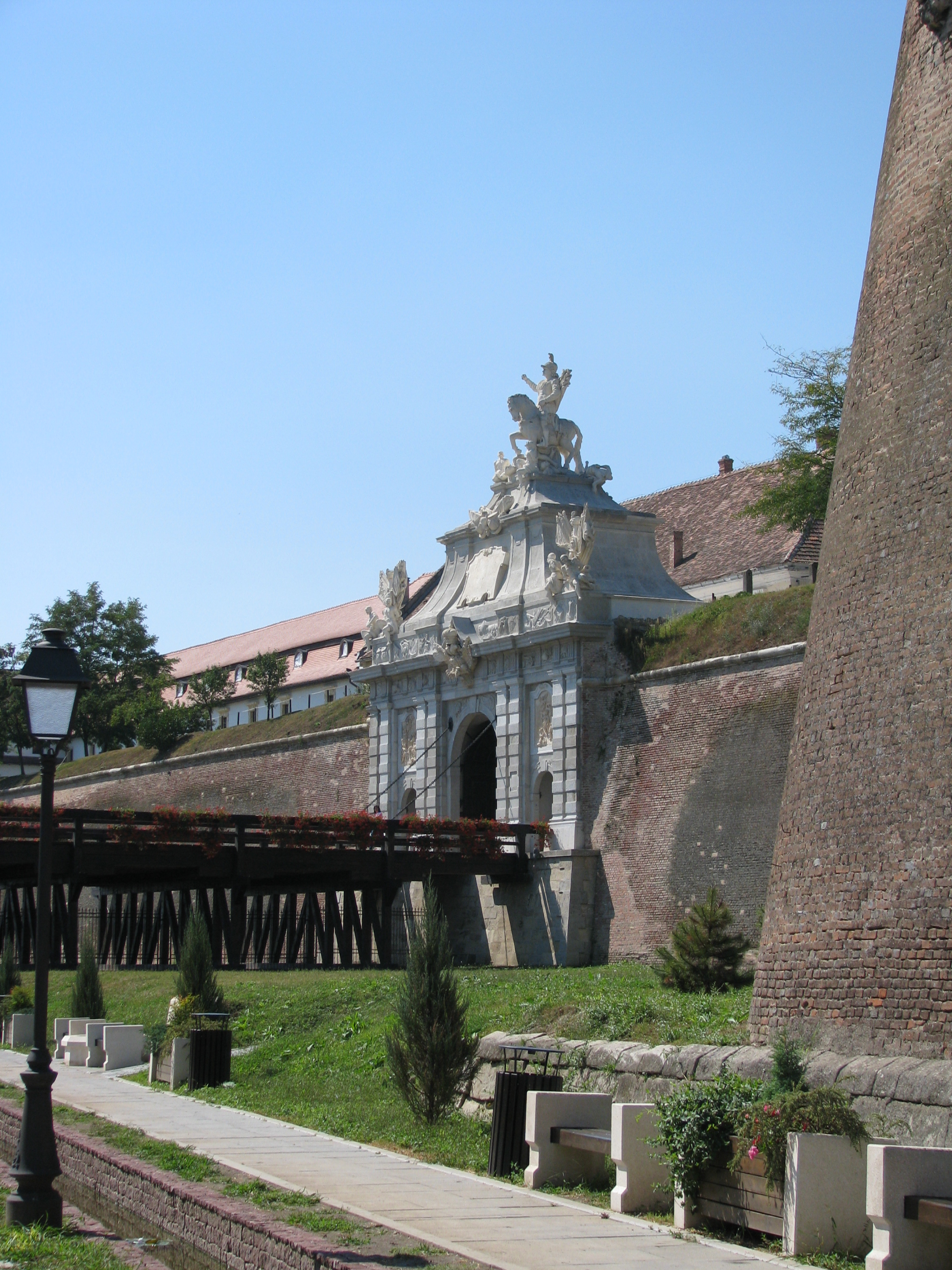
Poarta a III-a cetăţii
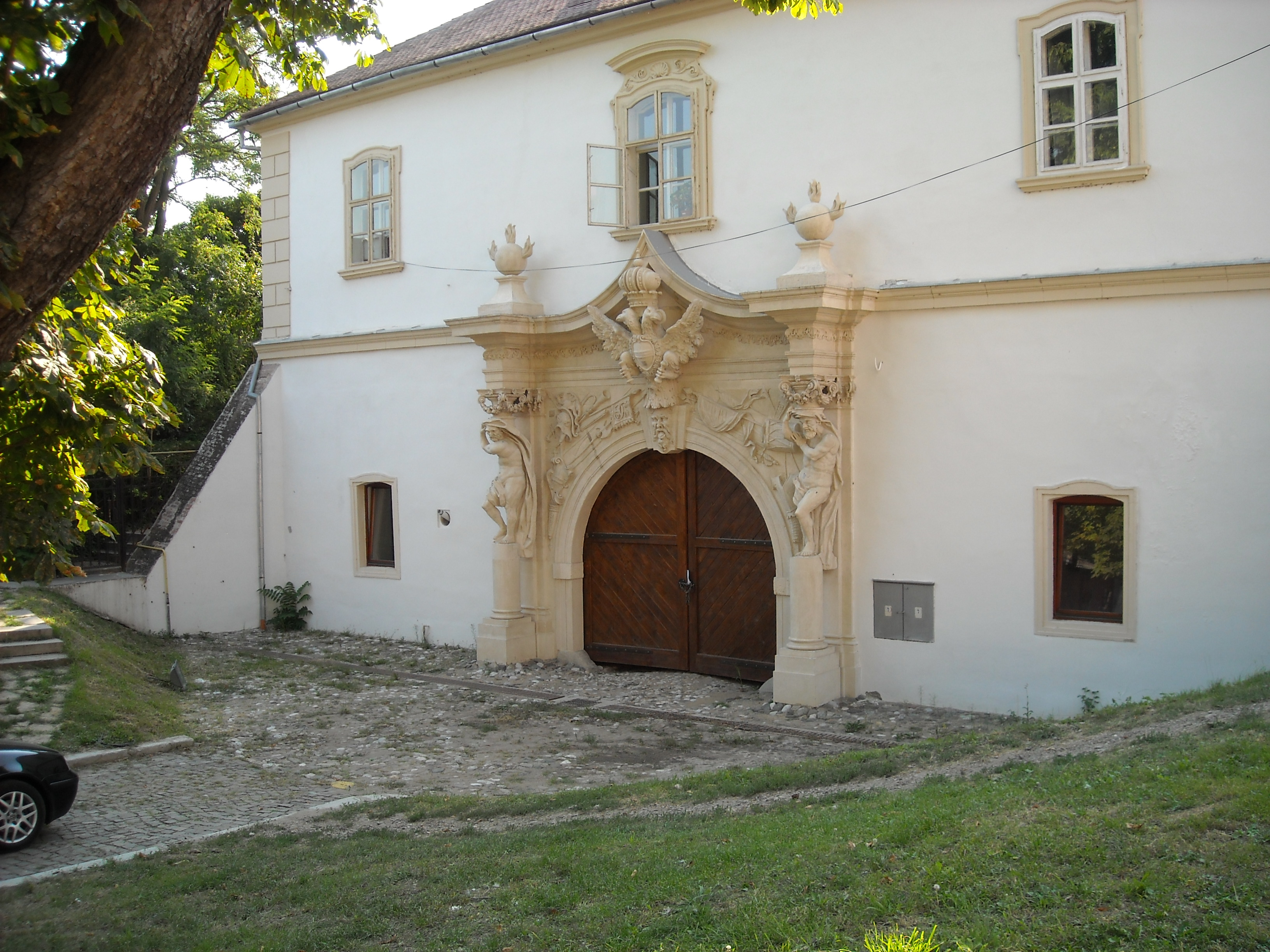
Poarta a IV-a cetăţii
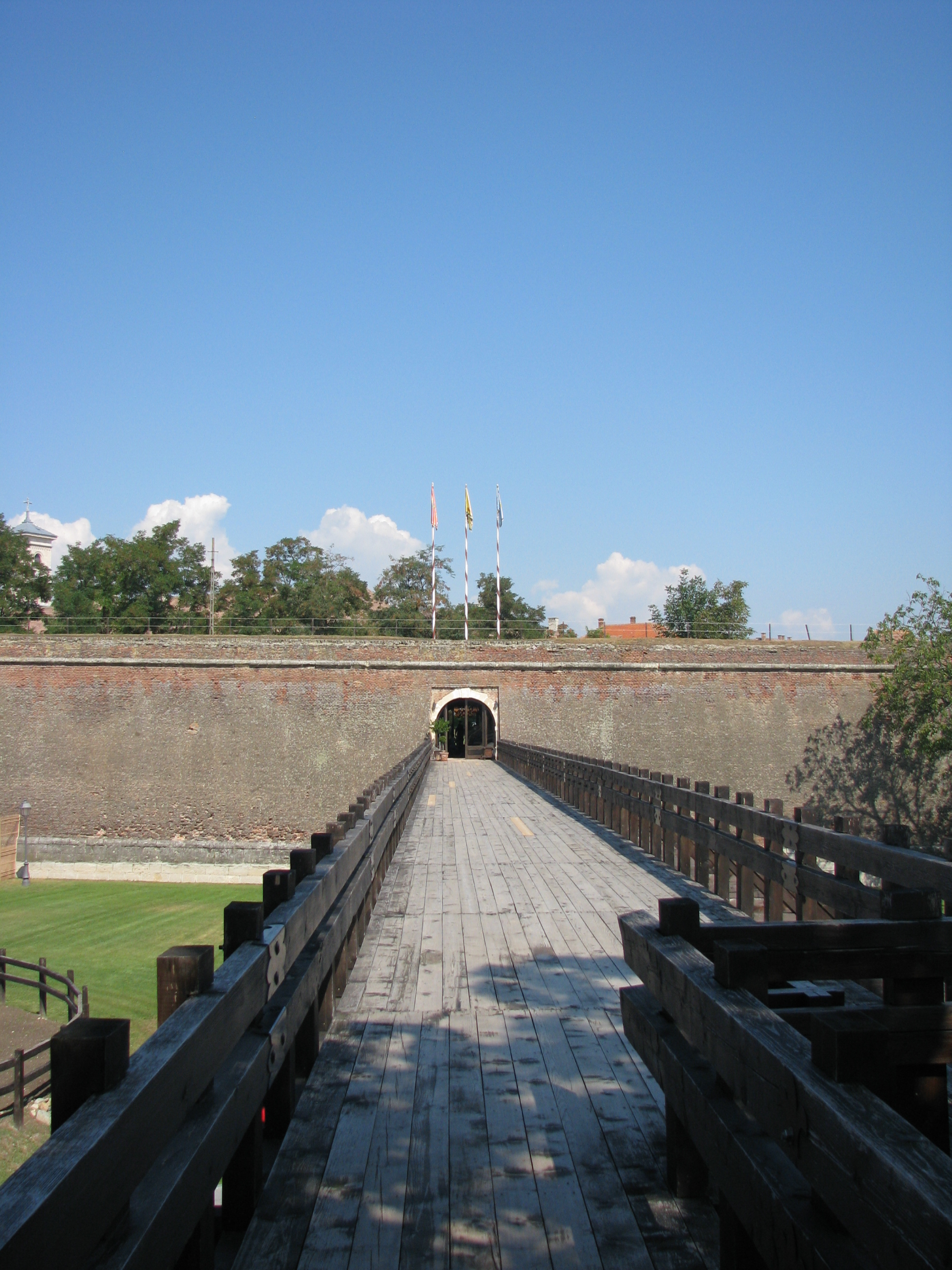
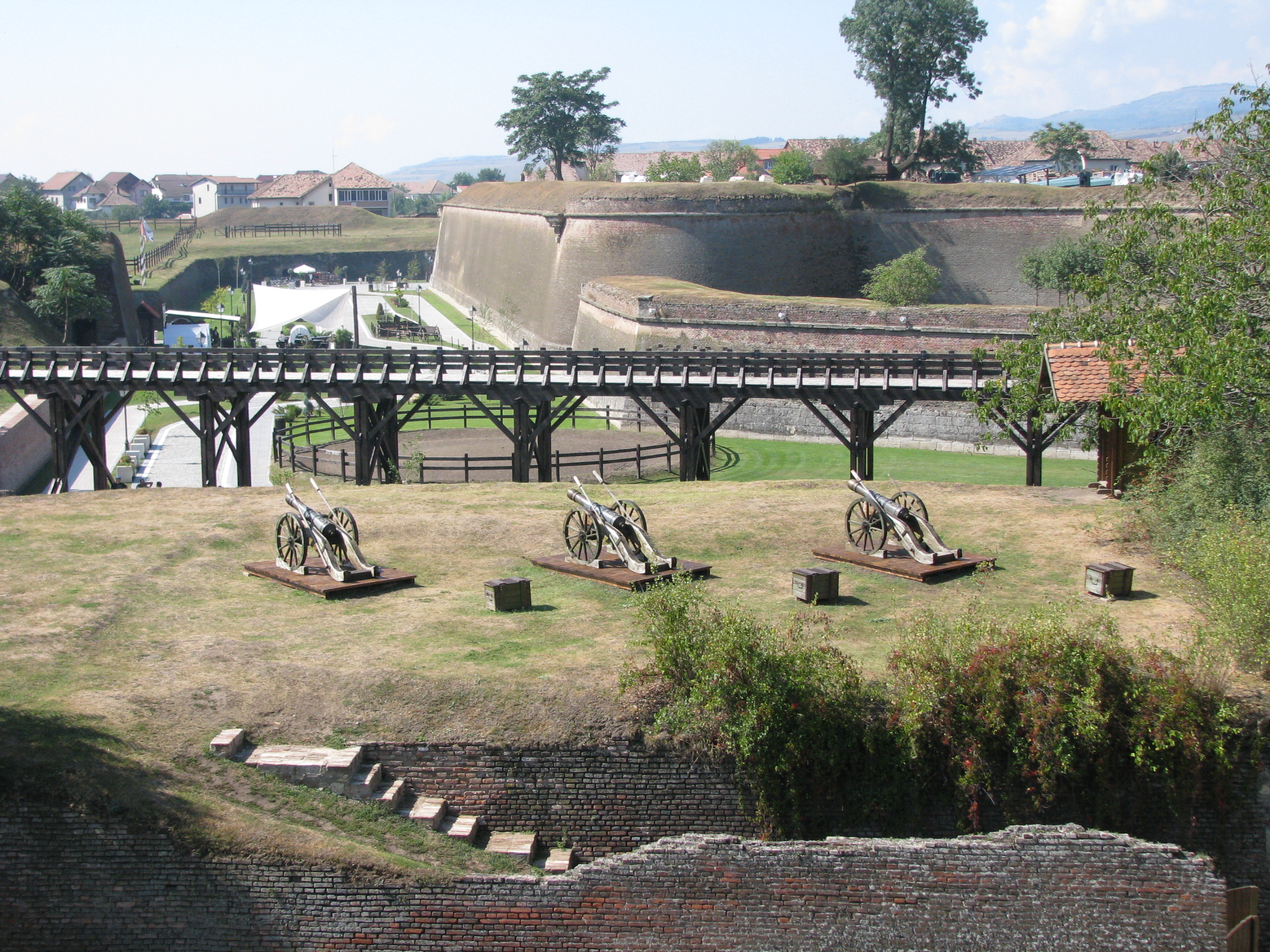
Piese de artilerie pe clește (sau tenaion)
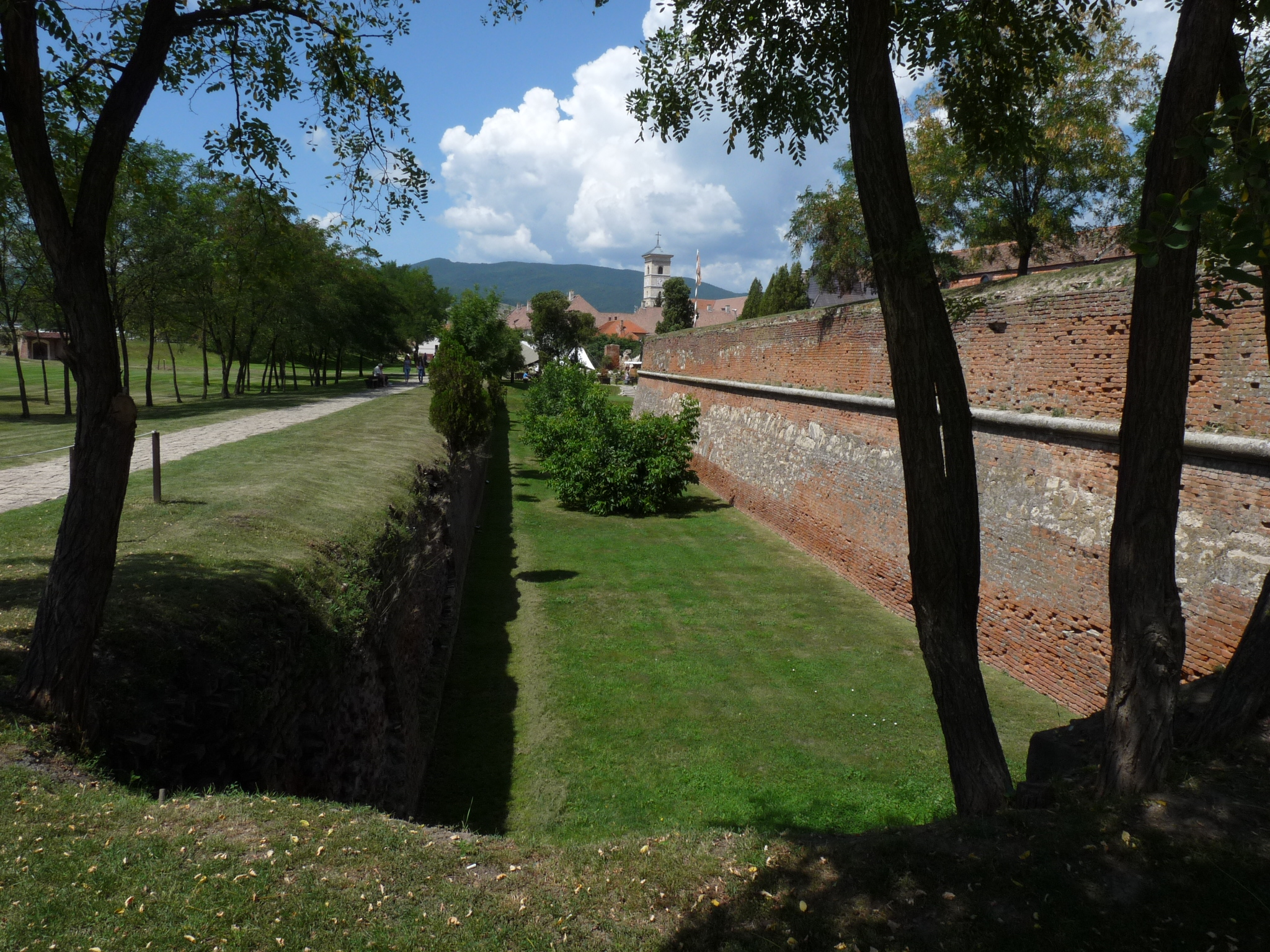
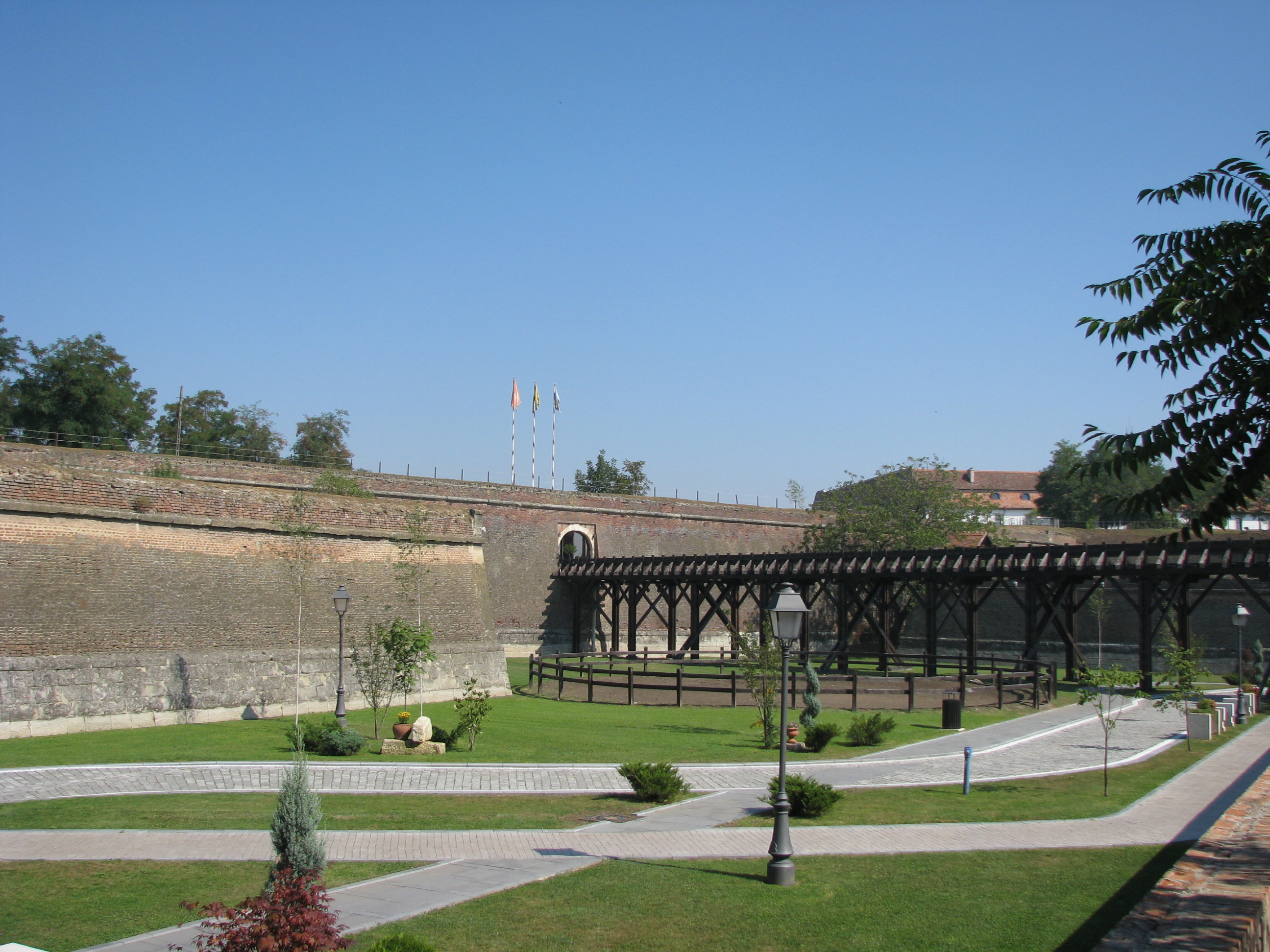
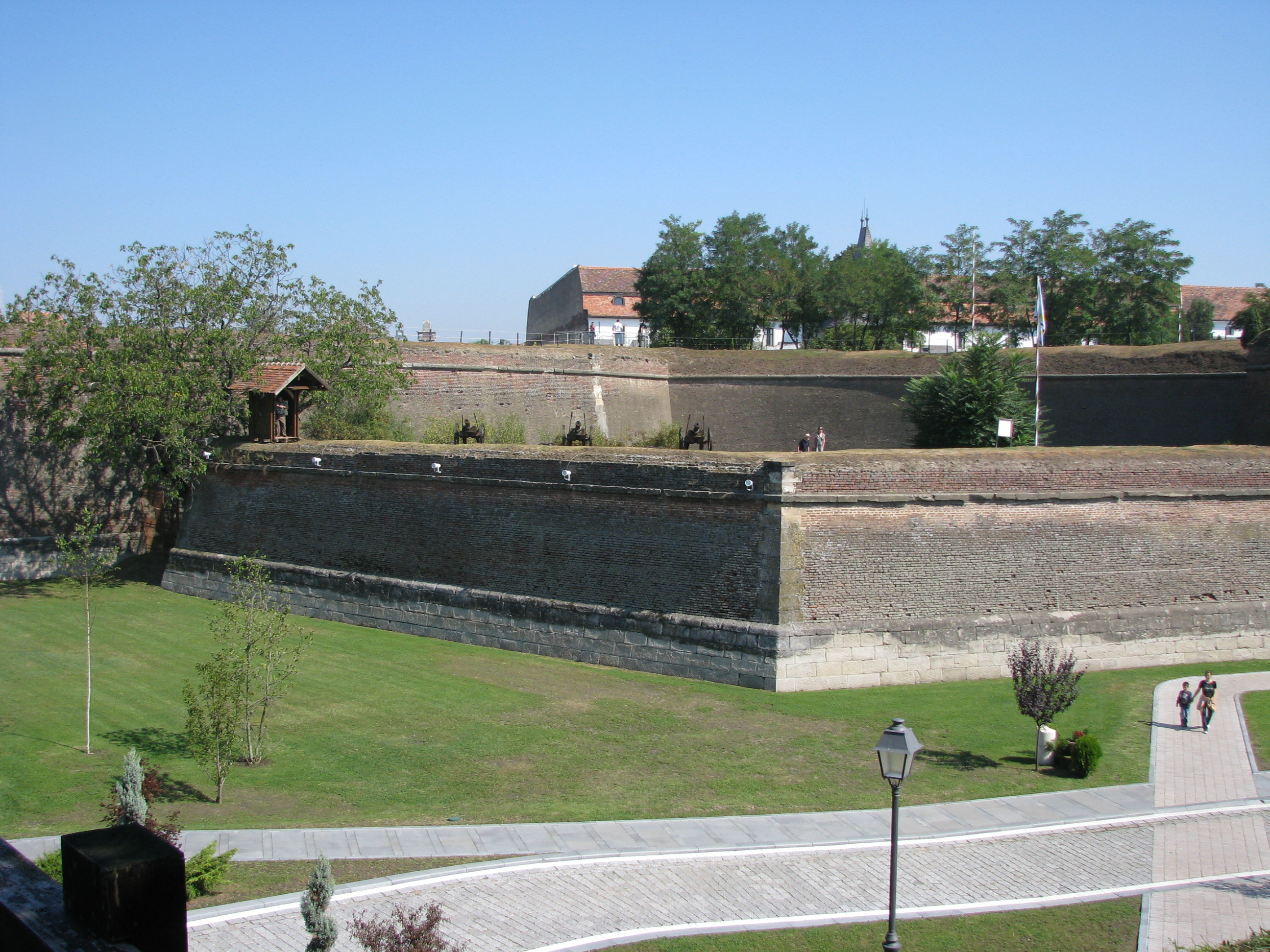
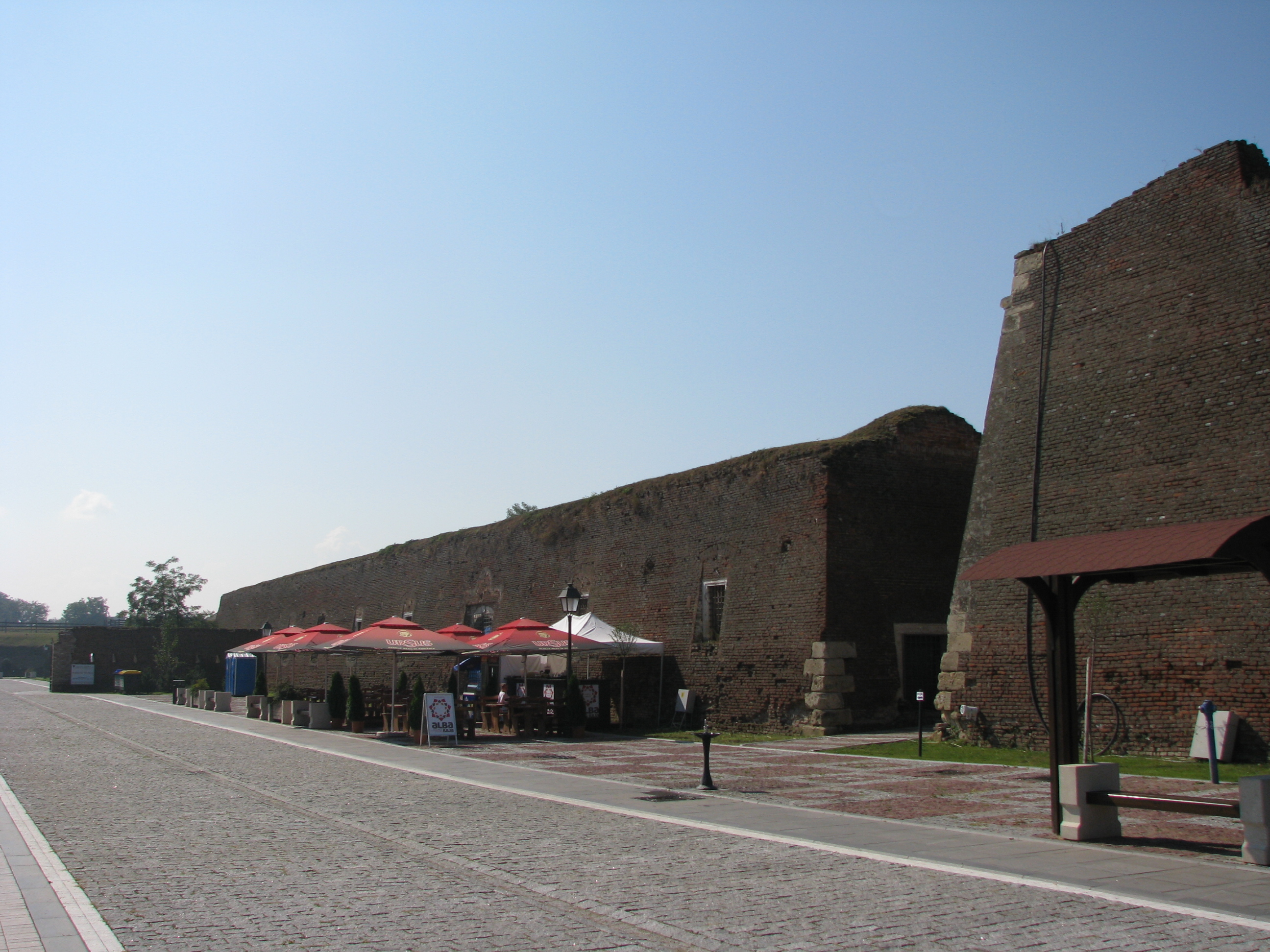
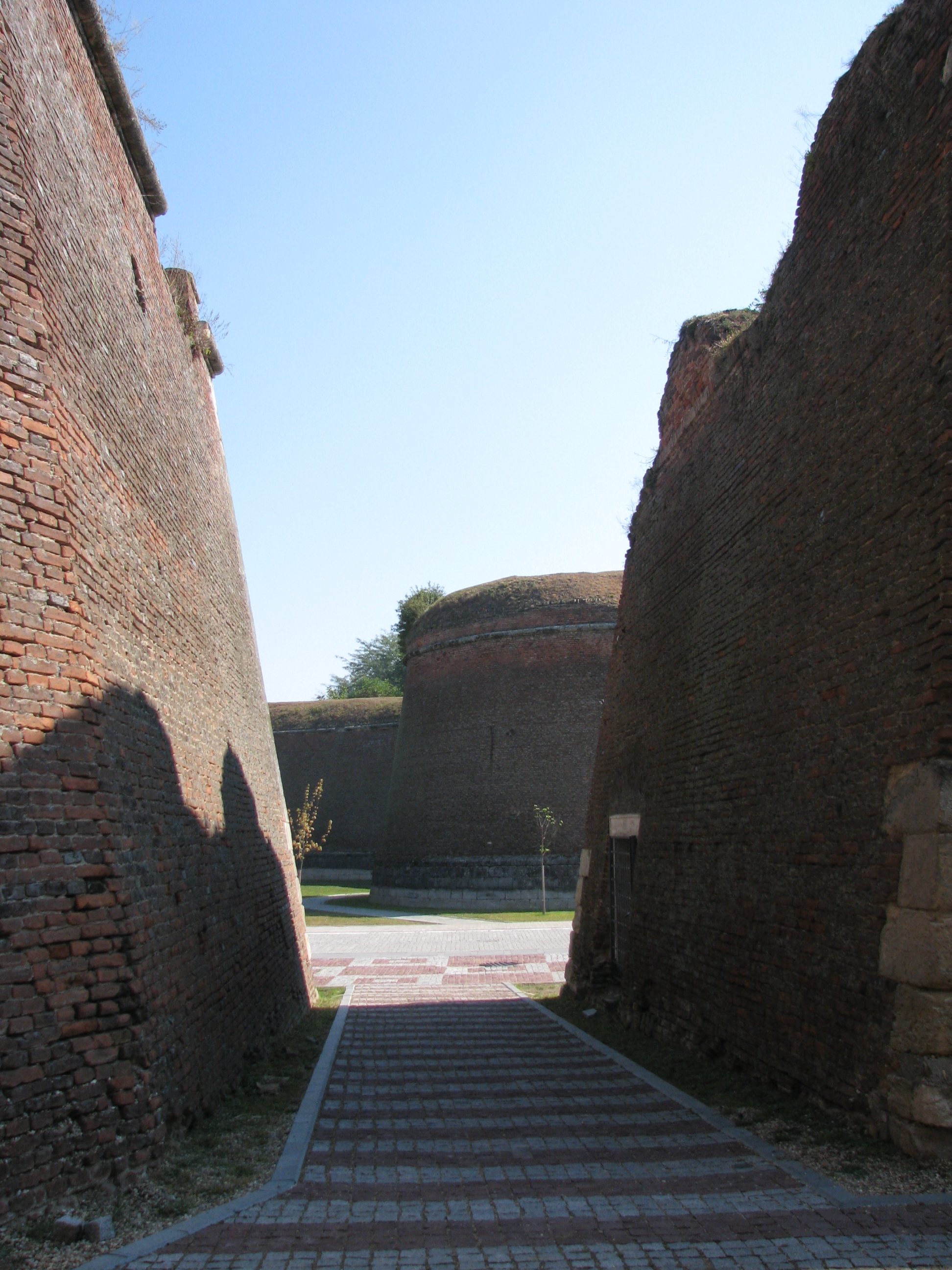
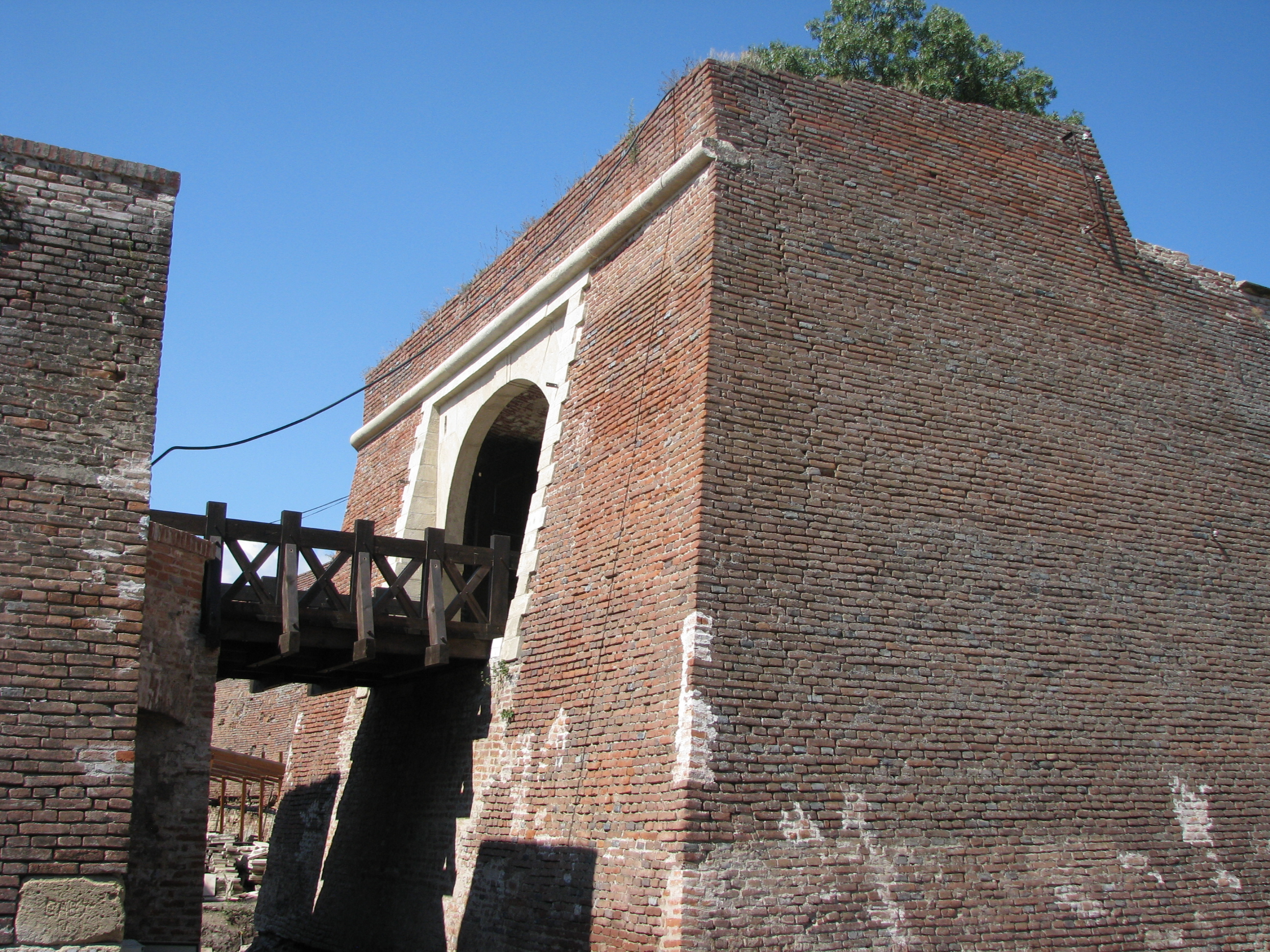
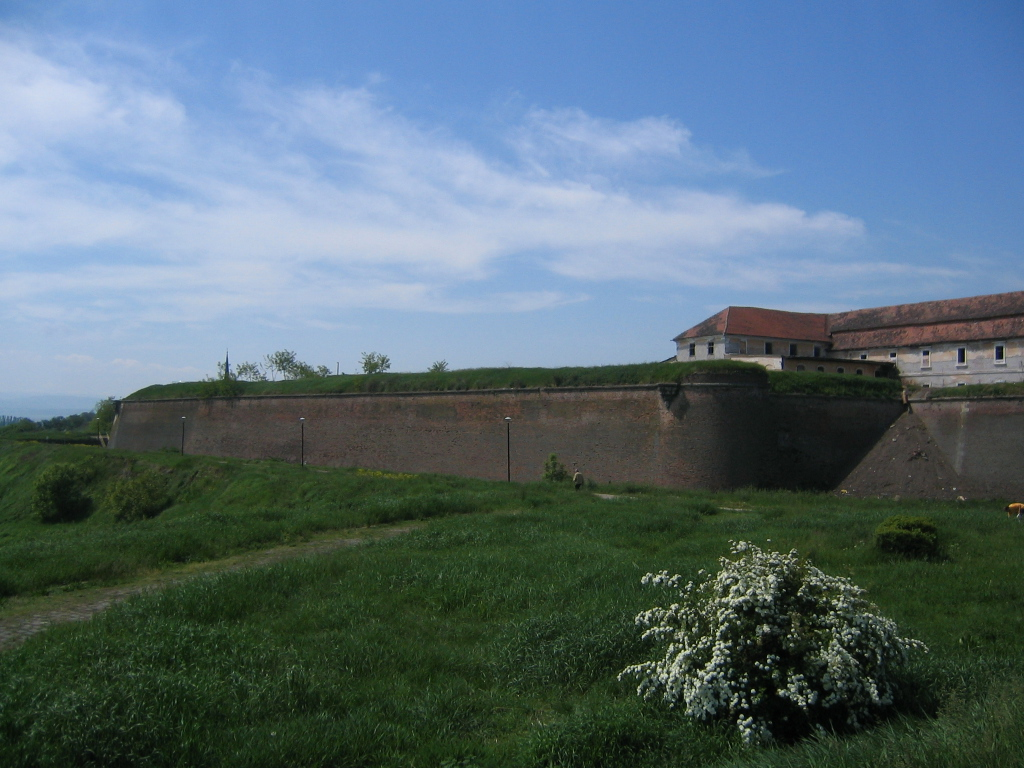
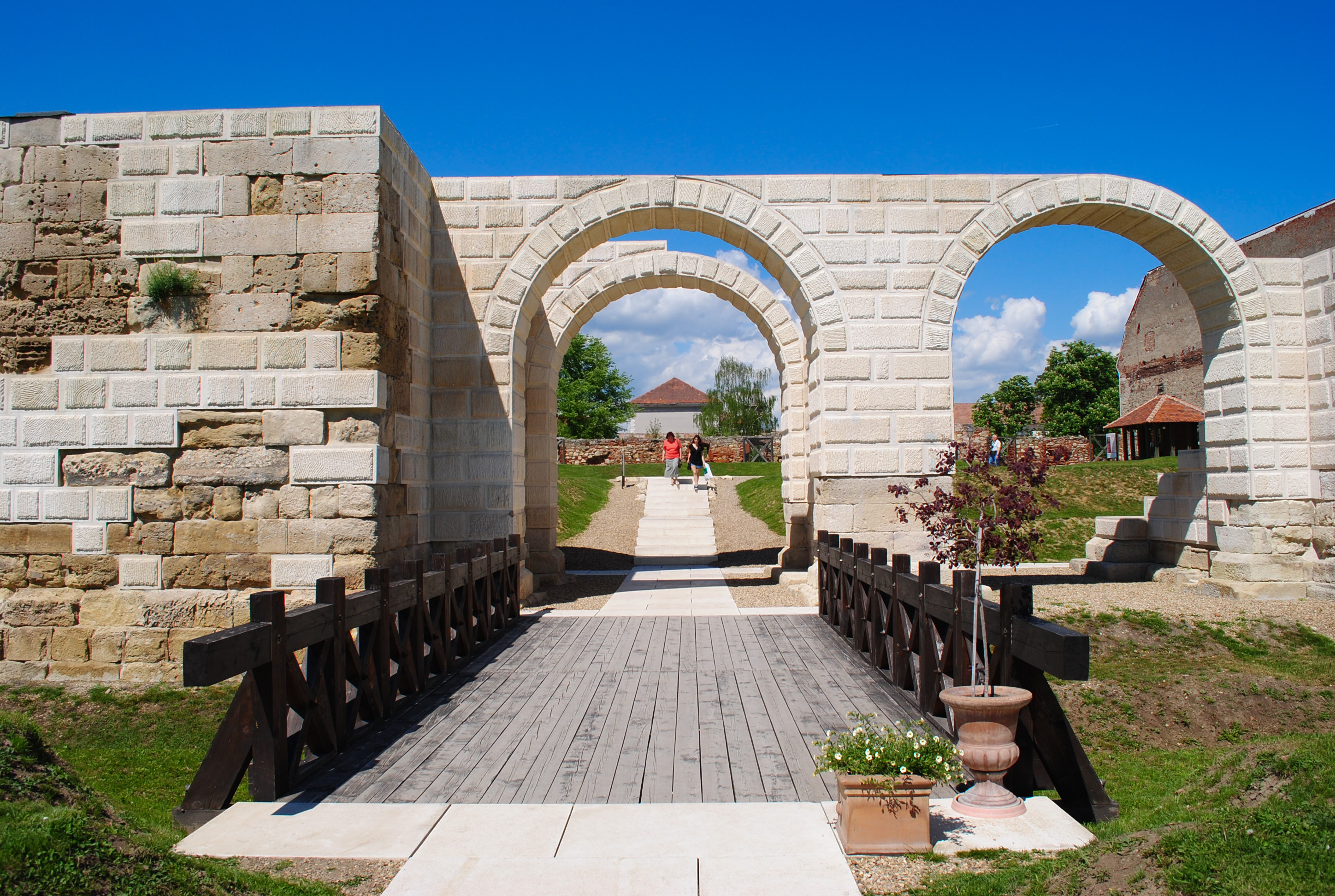
Castrul roman
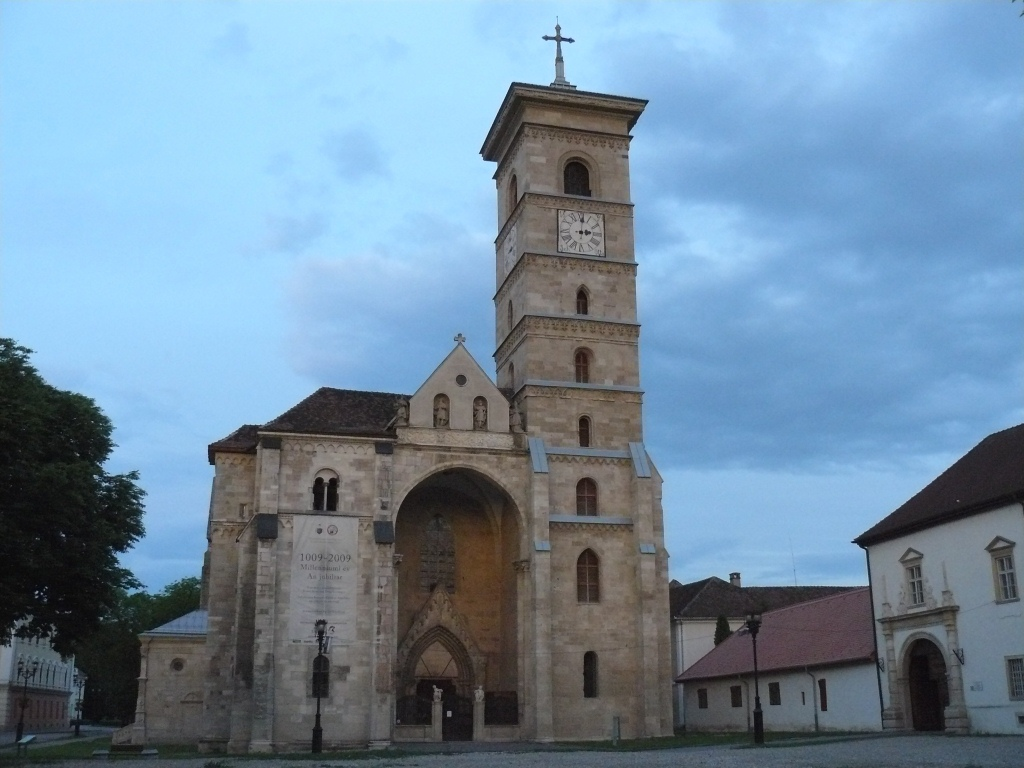
Catedrala Romano-Catolică
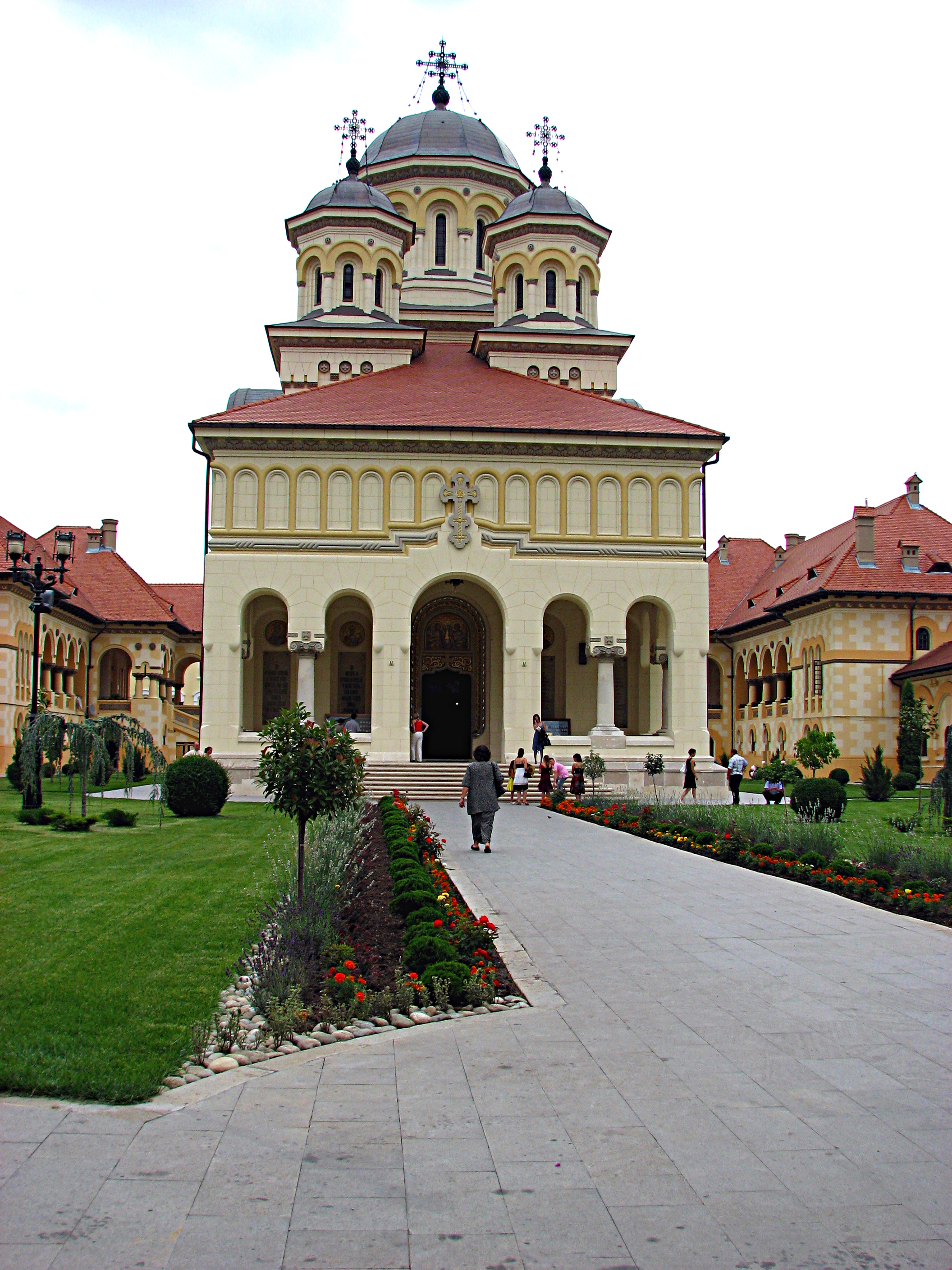
Catedrala Ortodoxa
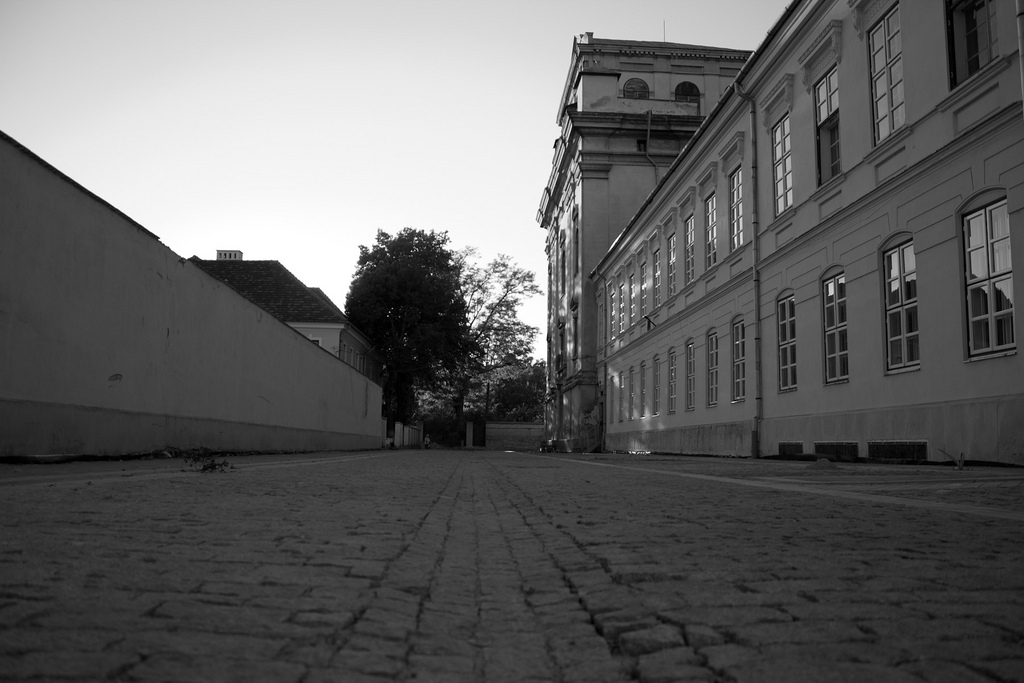
Fosta mănăstire a trinitarienilor, actual Biblioteca Batthyaneum
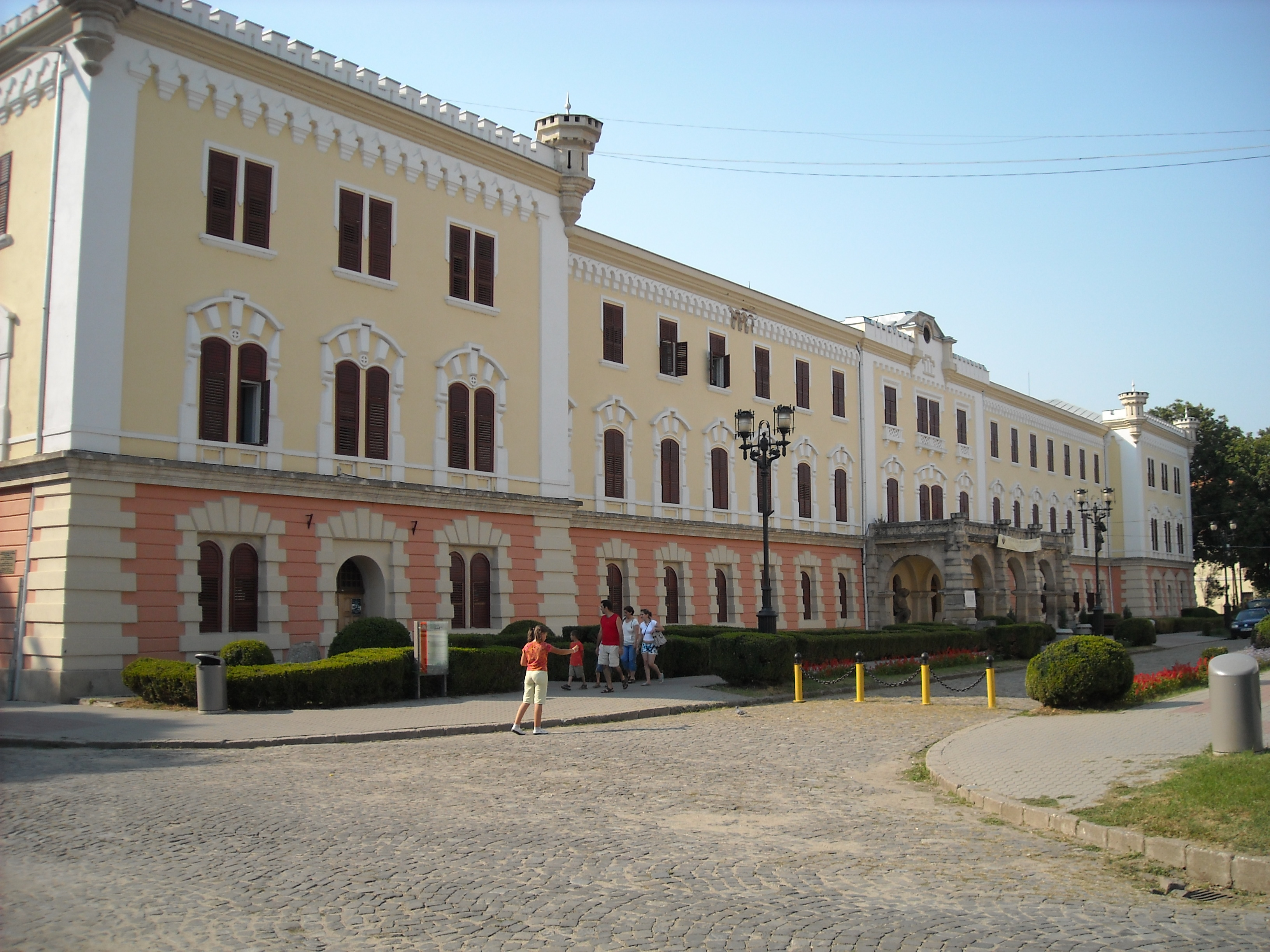
Muzeul unirii
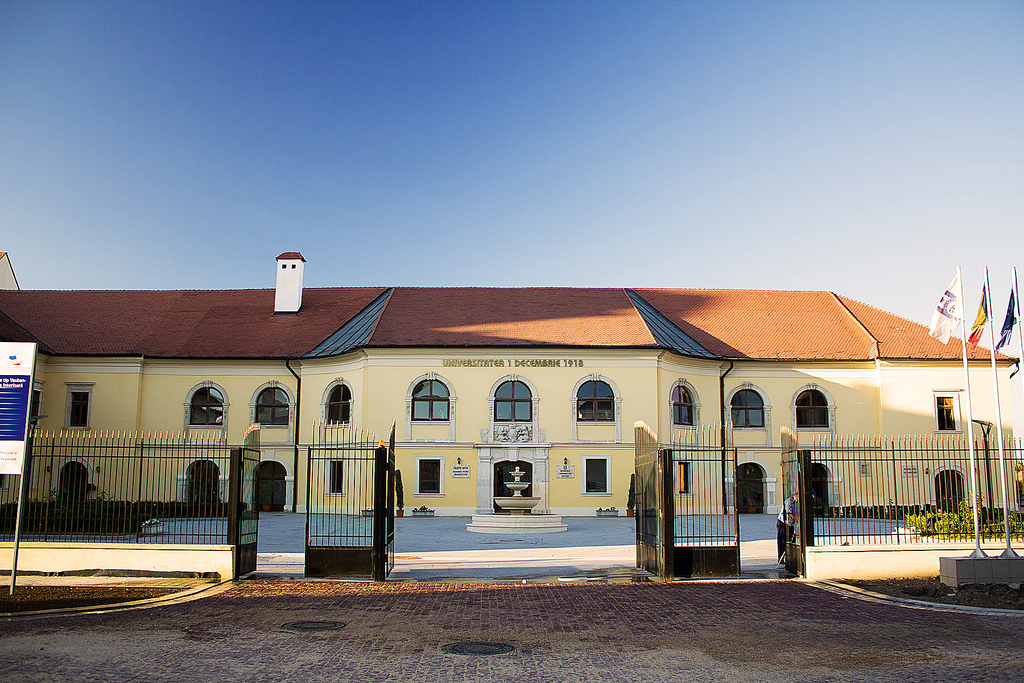
Palatul Apor, actuala Universitate
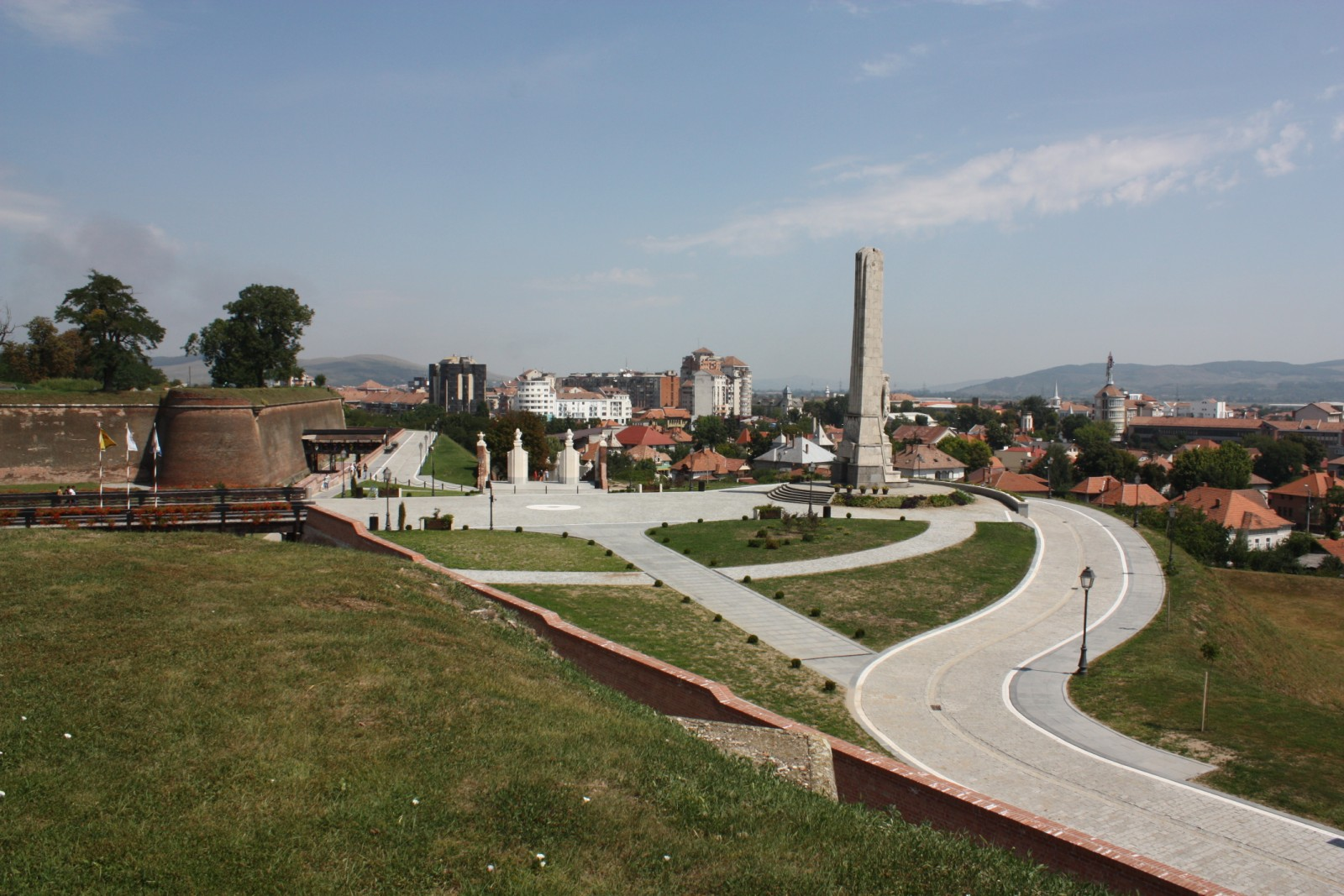
Obeliscul lui Horea Cloşca şi Crişan
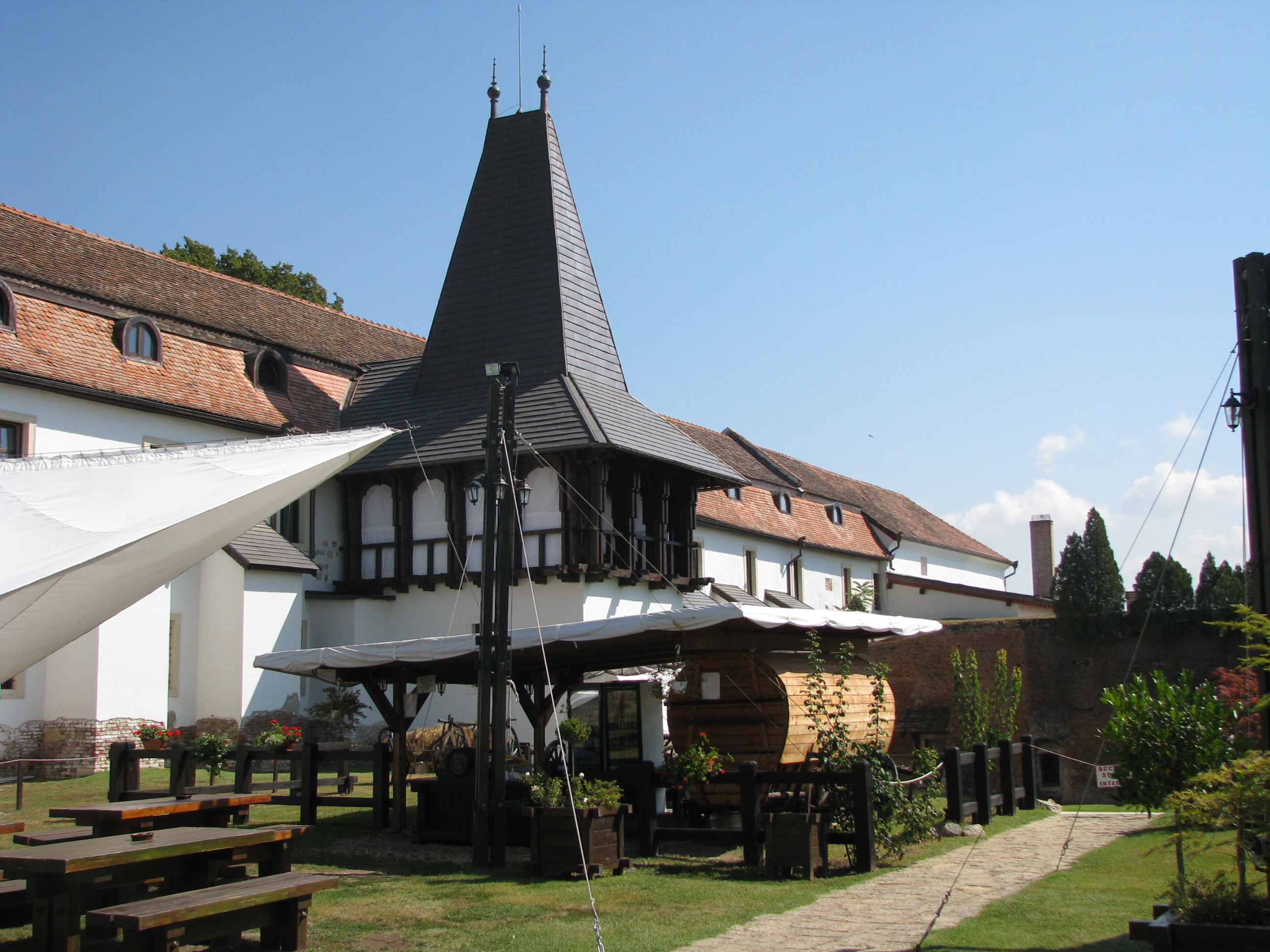
Fostul Comisariat, actual restaurant al Hotelului Medieval
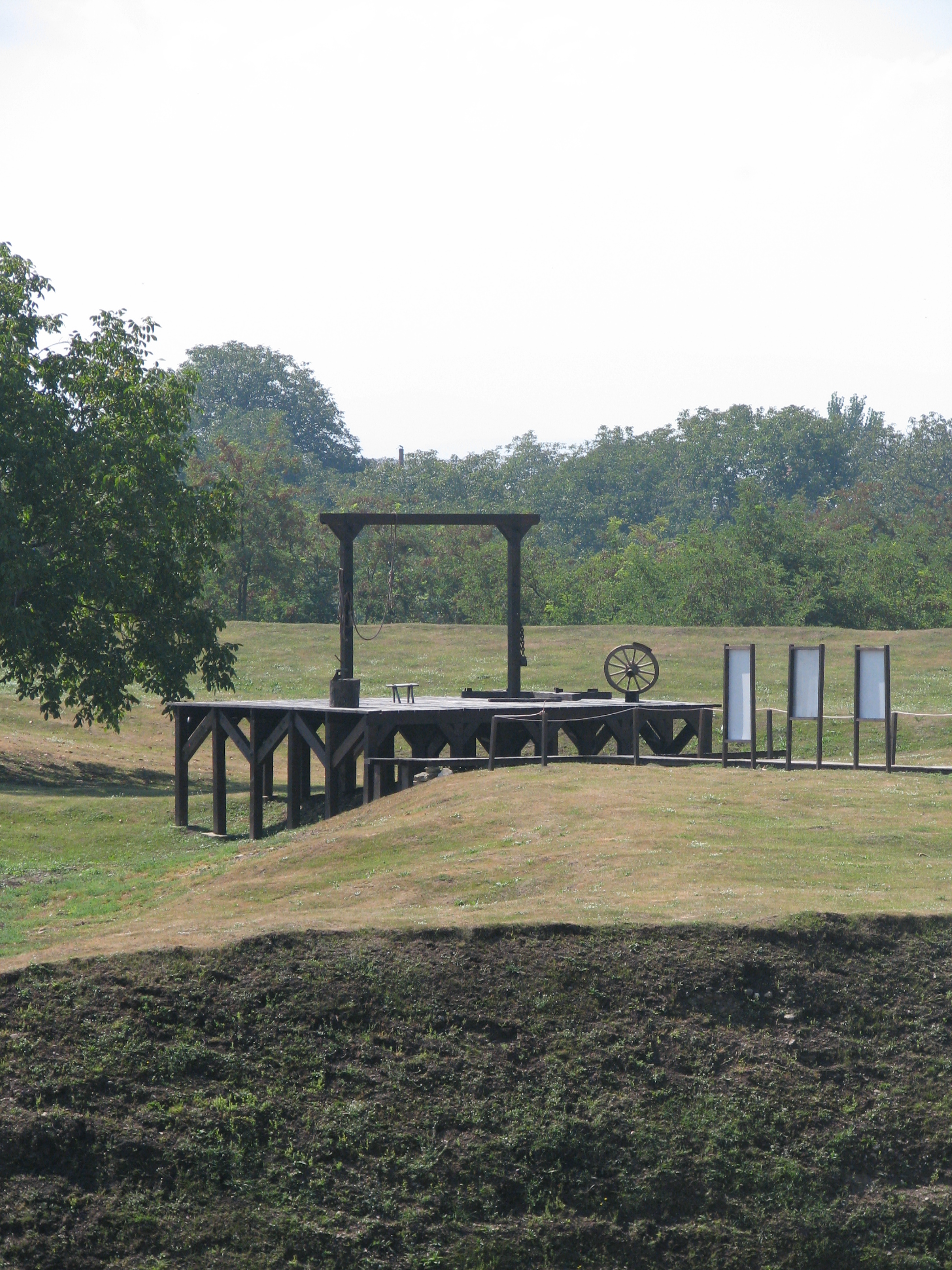
Eşafodul
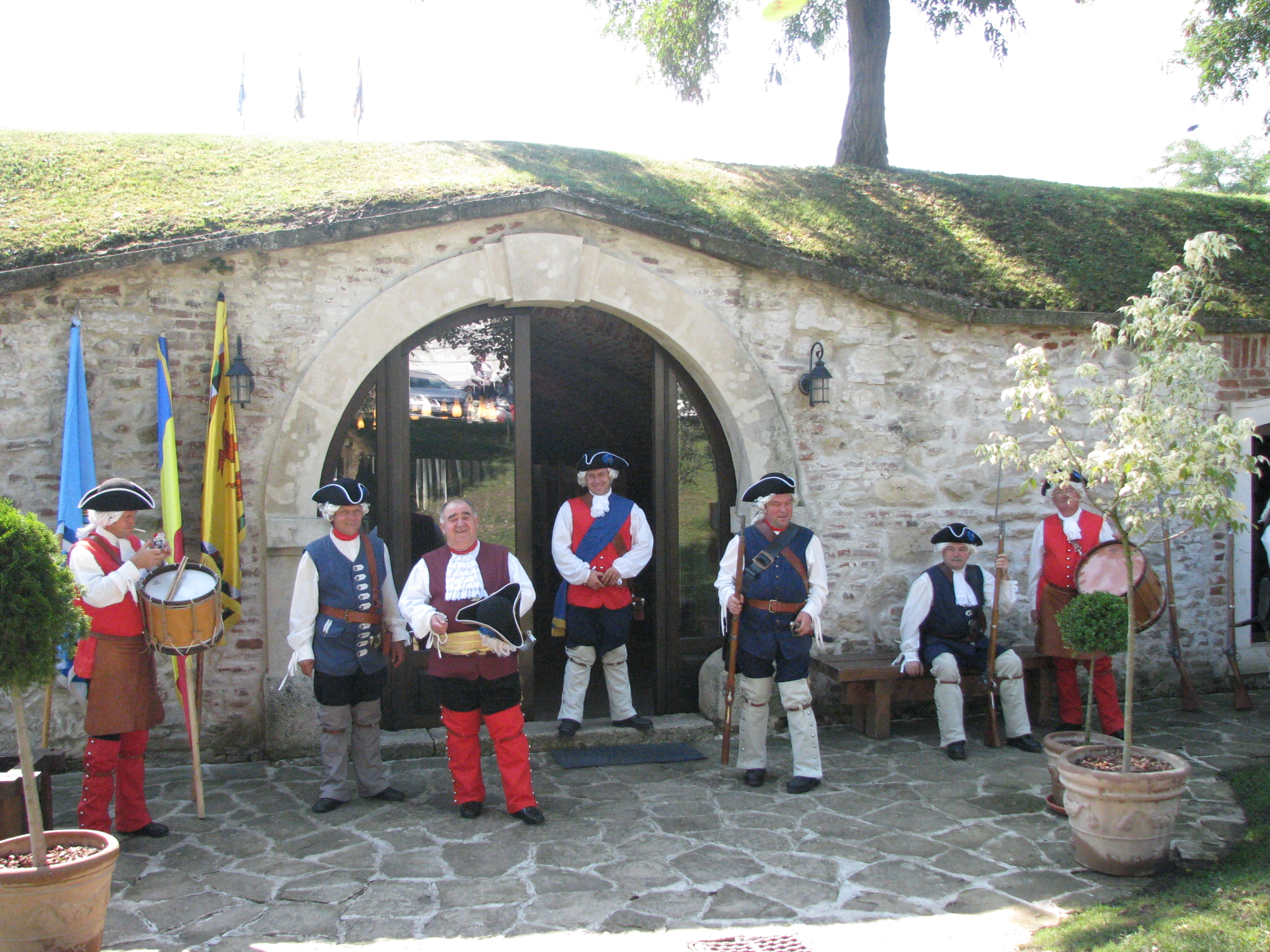
Gărzi
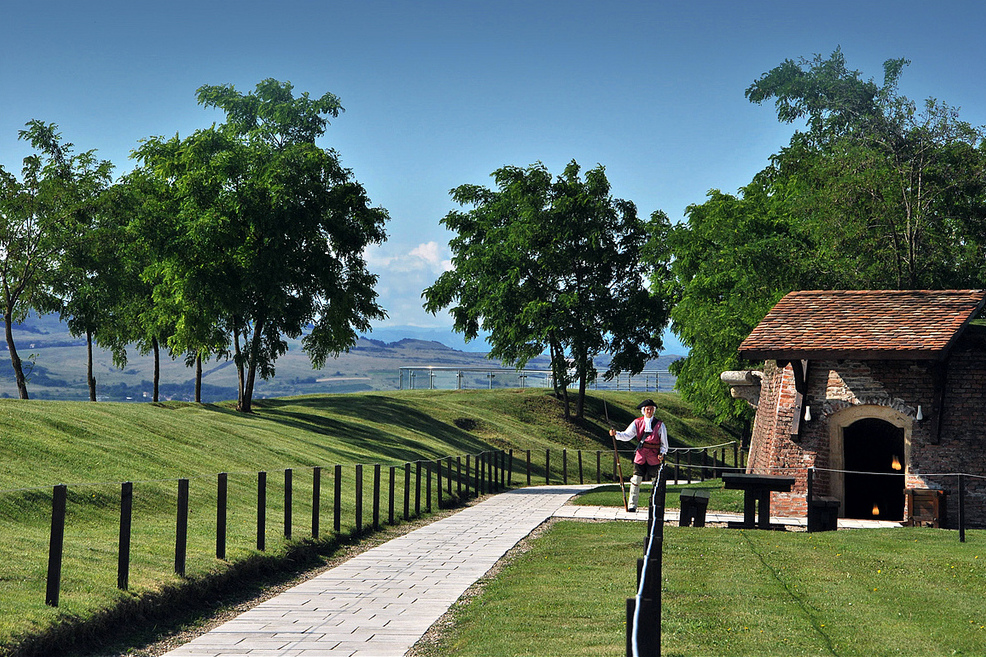
Post de pază
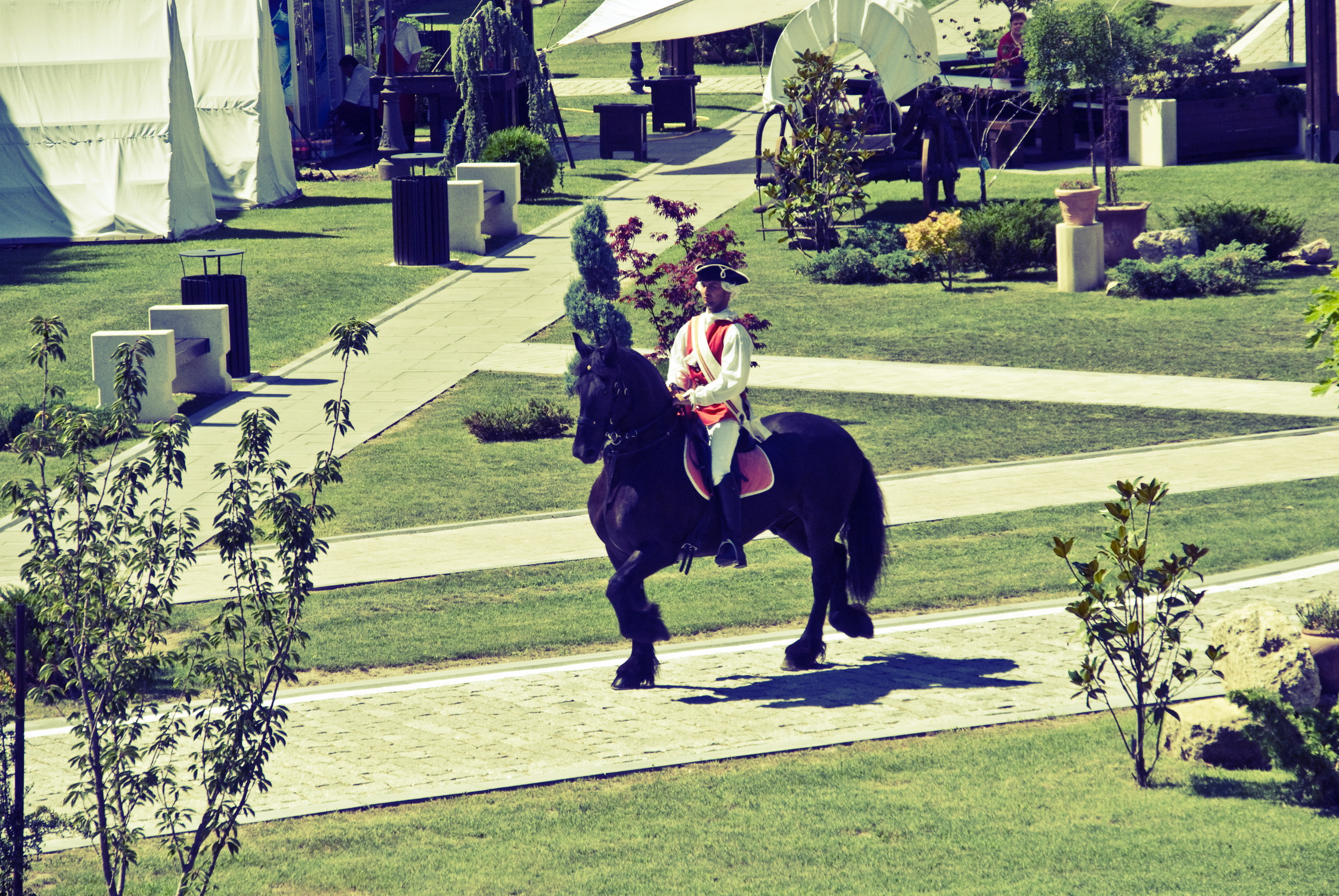
Călăreţ al gărzii
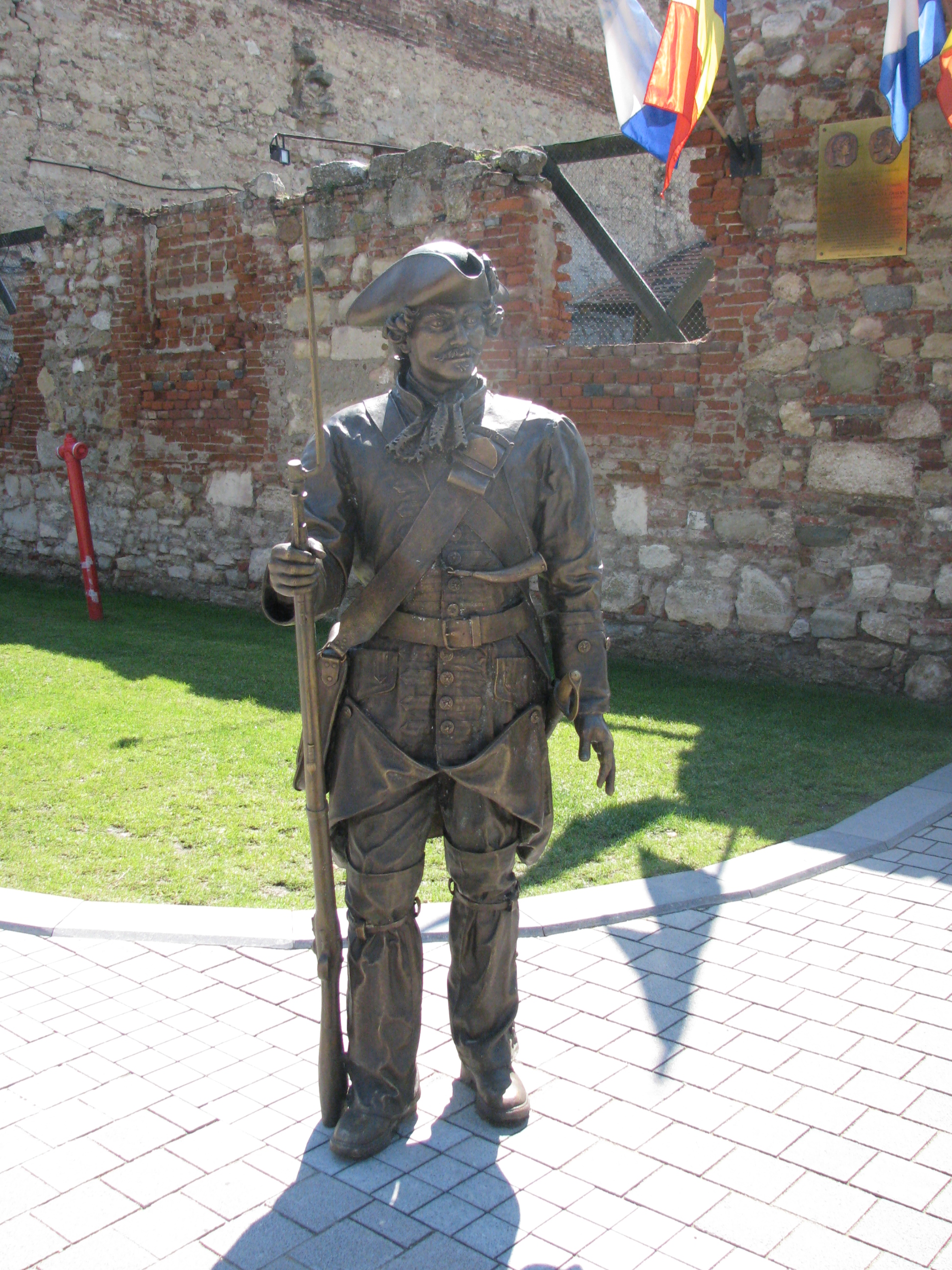
Statuia soldatului de gardă
Statuia lui Mihai Viteazul